# شاخص واقعی پیشرفت

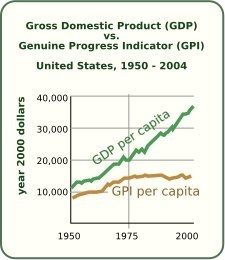

شاخص واقعی پیشرفت (به انگلیسی:Genuine progress indicator با سرواژه: GPI) شاخص عملکردی است که برای جایگزینی با یا تکمیل تولید ناخالص داخلی (GDP) پیشنهاد شده‌است. GPI برای در نظر گرفتن کاملتر رفاه و بهزیستی یک کشور طراحی شده‌است. تنها بخشی از رفاه به اندازه اقتصاد کشور مربوط می‌شود در نتیجه و این شاخص با ترکیب عوامل محیطی و اجتماعی از شاخص تولید ناخالص داخلی متفاوت است. به عنوان مثال، برخی از مدل‌های GPI زمانی که نرخ فقر افزایش می‌یابد، ارزش خود را کاهش می‌دهند. GPI مفهوم پیشرفت و رشد اجتماعی را از رشد اقتصادی جدا می‌کند.
GPI در اقتصاد بوم‌شناختی یا همان اقتصاد «سبز»، پایداری و انواع اقتصادهای فراگیرتر استفاده می‌شود. این شاخص ردپای زیست‌محیطی و کربنی که کسب و کارها تولید می‌کنند یا از بین می‌برند، از جمله اشکال مختلف تهی‌سازی منابع، آلودگی و آسیب طولانی مدت زیست‌محیطی، را در نظر می‌گیرد. تولید ناخالص داخلی با ایجاد آلودگی دو برابر افزایش می‌یابد، زیرا یک بار پس از ایجاد (به عنوان یک اثر جانبی برخی از فرآیندهای ارزشمند) و دوباره زمانی که آلودگی پاک می‌شود افزایش می‌یابد. در مقابل، GPI آلودگی اولیه را به‌جای سود به‌عنوان ضرر حساب می‌کند، و معمولاً برابر با مقداری است که برای پاک‌سازی بعداً هزینه خواهد داشت، به اضافه هزینه هرگونه تأثیر منفی که آلودگی در این مدت خواهد داشت. در حالی که کمی کردن هزینه‌ها و مزایای این اثرات محیطی و اجتماعی کار دشواری است، «پایگاه‌های اطلاعاتی از نوع «Earthster» می‌توانند دقت و ارزش بیشتری را به معیارهای GPI ارائه دهند. چنین داده‌هایی ممکن است توسط کسانی که تلاش می‌کنند با وادار کردن شرکت‌ها به پرداخت هزینه‌های آلودگی (از طریق پرداخت مالیات) که ایجاد می‌کنند (به‌جای اینکه دولت یا جامعه آن هزینه‌ها را متحمل شوند) مورد پذیرش قرار گیرند و نسبت به تأثیرات منفی اکولوژیکی و اجتماعی حساس باشند.
GPI تلاشی برای اندازه‌گیری این پرسش است: «آیا اثرات زیست‌محیطی و هزینه‌های اجتماعی تولید و مصرف اقتصادی در یک کشور عوامل منفی در سلامت و رفاه کلی هستند یا مثبت؟». GPI با در نظر گرفتن هزینه‌های متحمل شده توسط جامعه به عنوان یک کل برای تعمیر یا کنترل آلودگی و فقر، هزینه‌های تولید ناخالص داخلی را در مقابل هزینه‌های خارجی متعادل می‌کند. طرفداران GPI ادعا می‌کنند که این شاخص می‌تواند پیشرفت اقتصادی را با اطمینان بیشتری اندازه‌گیری کند زیرا این شاخص بین «تغییر مبنای ارزش» کلی یک محصول تمایز قائل می‌شود و اثرات زیست‌محیطی آن را به معادله اضافه می‌کند. : Ch. 10.3 در مقایسه، رابطه بین تولید ناخالص داخلی و GPI مشابه رابطه بین سود ناخالص یک شرکت و سود خالص است. سود خالص سود ناخالص منهای هزینه‌های انجام شده‌است، در حالی که GPI تولید ناخالص داخلی (ارزش همه کالاها و خدمات تولید شده) منهای هزینه‌های زیست‌محیطی و اجتماعی می‌باشد. بر این اساس و در حالی که سایر عوامل ثابت باشند: در صورتی که هزینه‌های مالی فقر و آلودگی با سود مالی تولید کالاها و خدمات برابر باشد، میزان GPI صفر خواهد بود.

## مبانی نظری
نیاز به GPI برای تکمیل شاخص‌هایی مانند تولید ناخالص داخلی با تجزیه و تحلیل رشد غیراقتصادی در دهه ۱۹۸۰ میلادی و به‌ویژه با آنالیز مرلین وارینگ، که سوگیری‌ها را در سیستم حساب‌های ملی سازمان ملل مطالعه می‌کرد برجسته شد.

## انتقادها
انتقاداتی به این شاخص نیز وارد شده‌است. اقتصاددانان فنلاندی میکا مالیرانتا و نیکو ماتتنن می‌نویسند که مشکل شاخص‌های توسعه جایگزین تلاش آنها برای ترکیب چیزهایی است که غیرقابل قیاس هستند. سخت است که بگوییم دقیقاً چه چیزی را نشان می‌دهند و تصمیم‌گیری بر اساس آنها دشوار است. آنها را می‌توان با یک نشانگر مقایسه کرد که میانگین سرعت خودرو و مقدار سوخت باقی مانده را نشان می‌دهد.
آنها اضافه می‌کنند که واقعاً به نظر می‌رسد که اقتصاد باید رشد کند تا مردم حتی به همان اندازه که در حال حاضر خوشحال هستند بمانند. به عنوان مثال، در ژاپن، میزان خوشحالی شهروندان در نظرسنجی‌ها از اوایل دهه ۱۹۹۰ میلادی، دوره ای که رشد اقتصادی ژاپن راکد بود، کاهش یافته‌است.

### مقالات خبری
- "Advantage or Illusion: Is Alberta's Progress Sustainable?" by Mark Anielski. Encompass Vol. 5, No. 5, July/August 2001.
- "The Growth Consensus Unravels" by Jonathan Rowe. Dollars and Sense, July–August 1999, pp. 15–18, 33.
- "Real Wealth: The Genuine Progress Indicator Could Provide an Environmental Measure of the Planet's Health" by Linda Baker. E Magazine, May/June 1999, pp. 37–41.
- "The GDP Myth: Why 'Growth' Isn't Always a Good Thing" by Jonathan Rowe, and Judith Silverstein. Washington Monthly, March 1999, pp. 17–21.
- "Economic Issues" by Lusi Song, Troy Martin, and Timothy Polo. 4EM Taylor, May 28, 2008, pp. 1–3.
- "If the GDP is Up, Why is American Down?" by Clifford Cobb, Ted Halstead, and Jonathan Rowe, Atlantic Monthly, October 1995.
- "Why Bigger Isn´t Better: The Genuine Progress Indicator – 1999 Update" by Clifford Cobb, Gary Sue Goodman, and Mathis Wackernagel, Redefining Progress, نوامبر ۱۹۹۹

### مقالات و کتاب‌های علمی
- Anielski, M, M. Griffiths, D. Pollock, A. Taylor, J. Wilson, S. Wilson. 2001. Alberta Sustainability Trends 2000: Genuine Progress Indicators Report 1961 to 1999. Pembina Institute for Appropriate Development. April 2001. https://web.archive.org/web/20070510154250/http://www.anielski.com/Publications.htm (see the Alberta Genuine Progress Indicators Reports)
- Anielski, M. 2001. The Alberta GPI Blueprint: The Genuine Progress Indicator (GPI) Sustainable Well-Being Accounting System. Pembina Institute for Appropriate Development. September 2001.http://www.anielski.com/Publications.htm (see the Alberta Genuine Progress Indicators Reports)
- Anielski, M. and C. Soskolne. 2001. "Genuine Progress Indicator (GPI) Accounting: Relating Ecological Integrity to Human Health and Well-Being." Paper in Just Ecological Integrity: The Ethics of Maintaining Planetary Life, eds. Peter Miller and Laura Westra. Lanham, Maryland: Rowman and Littlefield: pp. 83–97.
- Bagstad, K. , G. Berik, and E. Gaddis. 2014. “Methodological developments in U.S. state-level Genuine Progress Indicators: Toward GPI 2.0” Ecological Indicators 43: 474-485.
- Berik, G. 2020. “Measuring What Matters and Guiding Policy: An Evaluation of the Genuine Progress Indicator” International Labour Review, 159 (1): 71-93.
- Bleys, B. , & Van der Slycken, J. (2019). De Index voor Duurzame Economische Welvaart (ISEW) voor Vlaanderen, 1990–2017. Studie uitgevoerd in opdracht van de Vlaamse Milieumaatschappij, MIRA, MIRA/2019/04, Universiteit Gent. Web: https://biblio.ugent.be/publication/8641018/file/8641020
- Charles, A. C. Burbidge, H. Boyd and A. Lavers. 2009. Fisheries and the Marine Environment in Nova Scotia: Searching for Sustainability and Resilience. GPI Atlantic. Halifax, Nova Scotia. Web: http://www.gpiatlantic.org/pdf/fisheries/fisheries_2008.pdf
- Colman, Ronald. 2003. Economic Value of Civic and Voluntary Work. GPI Atlantic. Halifax, Nova Scotia. Web: http://www.gpiatlantic.org/publications/summaries/volsumm.pdf
- Cobb, C. , Halstead T. , and J. Rowe. 1995. Genuine Progress Indicator: Summary of Data and Methodology. Redefining Progress, San Francisco.
- Costanza, R. , Erickson, J.D. , Fligger, K. , Adams, A. , Adams, C. , Altschuler, B. , Balter, S. , Fisher, B. , Hike, J. , Kelly, J. , Kerr, T. , McCauley, M. , Montone, K. , Rauch, M. , Schmiedeskamp, K. , Saxton, D. , Sparacino, L. , Tusinski, W. and L. Williams. 2004. "Estimates of the Genuine Progress Indicator (GPI) for Vermont, Chittenden County, and Burlington, from 1950 to 2000." Ecological Economics 51: 139–155.
- Daly, H. , 1996. Beyond Growth: The Economics of Sustainable Development. Beacon Press, Boston.
- Daly, H. & Cobb, J. , 1989, 1994. For the Common Good. Beacon Press, Boston.
- Delang, C. O. , Yu, Yi H. 2015. "Measuring Welfare beyond Economics: The genuine progress of Hong Kong and Singapore". London: Routledge.
- Fisher, I., 1906. Nature of Capital and Income. A.M. Kelly, New York.
- Hicks, J. , 1946. Value and Capital, Second Edition. Clarendon, London.
- Lawn, P.A. (2003). "A theoretical foundation to support the Index of Sustainable Economic Welfare (ISEW), Genuine Progress Indicator (GPI), and other related indexes". Ecological Economics. 44: 105–118. doi:10.1016/S0921-8009(02)00258-6.
- Max-Neef, M. (1995). "Economic growth and quality of life". Ecological Economics. 15: 115–118. doi:10.1016/0921-8009(95)00064-X.
- Redefining Progress, 1995. "Gross production vs genuine progress". Excerpt from the Genuine Progress Indicator: Summary of Data and Methodology. Redefining Progress, San Francisco.
- L. Pannozzo, R. Colman, N. Ayer, T. Charles, C. Burbidge, D. Sawyer, S. Stiebert, A. Savelson, C. Dodds. (2009), The 2008 Nova Scotia GPI Accounts; Indicators of Genuine Progress, GPI Atlantic. Halifax, Nova Scotia.
- Van der Slycken, J.; Bleys, B. (2020). "A Conceptual Exploration and Critical Inquiry into the Theoretical Foundation(s) of Economic Welfare Measures" (PDF). Ecological Economics. 176: 106753. doi:10.1016/j.ecolecon.2020.106753.
- Van der Slycken, J. (2021). Beyond GDP: alternative measures of economic welfare for the EU-15. Universiteit Gent. Faculteit Economie en Bedrijfskunde. Web: https://biblio.ugent.be/publication/8698745